# Sadler's Wells Theatre
El Sadler's Wells Theatre és un teatre en el municipi londinenc d'Islington. L'edifici actual és el sisè a ocupar el mateix lloc des de 1683. Consta de dues sales, l'auditori principal, de 1.500 places i l'estudi Lilian Baylis, amb nombroses sales d'assaig.

## Història

### El primer teatre i jardins
En 1683, Richard Sadler va obrir el seu Musick House (casa de la música), i va ser el segon teatre públic que es va obrir a Londres després de la Restauració. El nom de Sadler's Wells ve de les deus (wells) que Sadler tenia en la seva finca i que se suposava tenien propietats curatives.
A mitjan segle xviii, encara que l'existència de dos teatres reals, el Royal Opera House i el de Drury Lane, perjudicava als altres teatres de la capital, Sadler's Wells va poder aprofitar bé la temporada estiuenca, ja que els dos teatres reials només s'obrien per a les temporades de tardor i hivern.

### Segon i tercer teatres

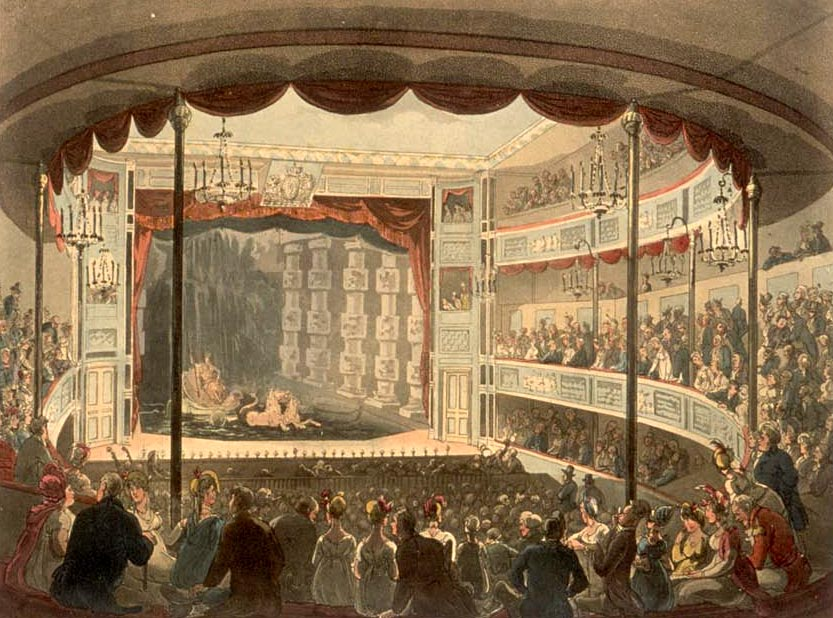
Una representació al Sadler's Wells, circa 1808.

El segon edifici, inaugurat el 1765, es va construir de pedra en tan sols set setmanes. Més tard, es va construir un gran tanc d'aigua per al muntatge dels anomenats "drames aquàtics", tan populars al segle xix, arribant fins i tot a canviar de nom durant un breu període per anomenar-se el Aquatic Theatre, sota la gerència, a partir de 1804, del gran dramaturg Charles Dibdin. Un dels melodrames navals que va tenir més èxit fou The Siege of Gibraltar.
Entre els actors coneguts que van actuar en el Sadler's Wells durant aquesta època, es troben Edmund Kean i Joseph Grimaldi. Així mateix, entre les obres escenificades, A Christmas Carol i The Old Curiosity Shop, ambdues basades en obres populars de Charles Dickens.
Coincidint amb un nou període de decadència, Sadler's Wells va saber aprofitar la promulgació del Theatres Act 1843 que va posar fi al duopoli dels dos teatres reials i entre 1844 i 1862 va representar un programa de Shakespeare, del qual Macbeth (1844), Antony and Cleòpatra (1849) i Pèricles (1854) van tenir un gran èxit.
En la segona meitat del segle xix, es va posar de moda de nou el melodrama però, com va assenyalar Pinero en la seva comèdia Trelawny of the 'Wells' (1898), Sadler's Wells quedaria desfasat un vegada més amb l'arribada del Realisme. El 1875, es va proposar convertir-lo en banys públics, i durant un període, va servir com a pista per a patinatge sobre rodes que s'havia posat de moda uns anys abans. El 1878 va ser clausurat per defectes greus en les seves estructura.

### Quart teatre
Després del seu restabliment com a teatre el 1879, va servir de music hall, amb actuacions de Marie Lloyd, Harry Champion i Roy Redgrave.
En 1896, va ser reformat com a sala de cinema, però va tancar de nou en 1915.

### Cinquè teatre

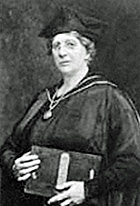
Lilian Baylis va crear el cinquè Sadler's Wells

En 1925, la propietària del teatre Old Vic, Lilian Baylis va sol·licitar l'ajuda del Duc de Devonshire per recaptar fons per crear una fundació amb l'objectiu de comprar al Sadler's Wells com a bé públic. El patronat va incloure personatges Winston Churchill, Stanley Baldwin, G. K. Chesterton, John Galsworthy, Dame Ethel Smyth i Sir Thomas Beecham.
Aquest mateix any, Baylis va començar a col·laborar amb la professora de ball Ninette de Valois, una exballarina del Ballets Russes amb Serguei Diàguilev. Quan el 1931 es va tornar a obrir el Sadler's Wells al públic, de Valois va establir allí l'escola de ball del Sadler's Wells Ballet i el Vic-Wells Ballet, dels quals en foren els principals ballarins Alicia Markova i Anton Dolin i el coreògraf Frederick Ashton, tots ells havent estat abans amb Marie Rambert.
El teatre es va estrenar el 6 de gener de 1931 amb una producció de Nit de reis amb Ralph Richardson i John Gielgud. La temporada 1933/34 dirigida per Tyrone Guthrie incloïa un repartiment amb Charles Laughton, Peggy Ashcroft, Flora Robson, Athene Seyler, Marius Goring i James Mason.
En finalitzar la segona guerra mundial, el 1946, en reobrir-se el Royal Opera House de Covent Garden, el ballet de Sadler's Wells va ser convidat a convertir-se en el ballet de la institució.
El 1968 es va traslladar la companyia d'òpera de Sadler's Wells al London Coliseum i més tard es converteix en la English National Opera.

### El teatre actual
El teatre actual es va inaugurar l'octubre de 1998, mantenint la qualificació de Grau II del llistat de monuments classificats del Regne Unit.